# Pneumodesmus
Pneumodesmus é um gênero de artrópode extinto que viveu do Pridoli até o Devoniano Inferior. É o primeiro miriápode e o primeiro animal terrestre de que se tem conhecimento. Foi descoberto em 2004, nomeado por um único espécime descoberto em Stonehaven, Escócia.